# Psaltikon
Un Psaltikon est un recueil de chants liturgiques destiné au chantre, en usage dans les Églises d'Orient – Églises orthodoxes et Églises catholiques de rite byzantin. L'amastikon est, lui, le recueil à l'usage du chœur.
Les chants alternés, divisés entre partie soliste et partie chorale, sont de même divisés entre le psaltikon et l'amastikon ; les deux livres sont nécessaires pour une exécution complète. Les chants du psaltikon sont mélismatiques et très différents de ceux de l'amastikon.
Les plus anciens psaltikons connus datent des XIIIe et XIVe siècles. Ils contiennent les prokeimenons pour la Divine Liturgie, les versets, tropaires, alleluias, hypakoës, kontakions pour l'année liturgique et parfois l'Hymne de l'Acathiste complète.

### Articles liés
- Acolouthia